# Amaranthus lombardoi
Amaranthus lombardoi là loài thực vật có hoa thuộc họ Dền. Loài này được Hunz. mô tả khoa học đầu tiên năm 1951.